# Burn (canção de Deep Purple)
Burn é uma canção da banda britânica de rock Deep Purple e foi lançada como single no álbum Burn, e é uma das canções clássicas da banda, estreando os novos vocalistas David Coverdale e Glenn Hughes na nova formação MK3 da banda.

## Desempenho nas paradas
| Tabela musical                                  | Posição mais alta |
| ----------------------------------------------- | ----------------- |
| Reino Unido (UK Singles Chart)                  | 45                |
| Estados Unidos (Bubbling Under Hot 100 Singles) | 5                 |

## Músicos
- David Coverdale - Vocal
- Glenn Hughes - Baixo, vocal
- Jon Lord - Órgão Hammond
- Ritchie Blackmore - Guitarra
- Ian Paice - Bateria

## Ligação externa
- Letras da canção no MetroLyrics